# Okręgowe rozgrywki w piłce nożnej woj. podlaskiego (2012/2013)
79. Edycja okręgowych rozgrywek w piłce nożnej województwa podlaskiego

Okręgowe rozgrywki w piłce nożnej województwa podlaskiego prowadzone są przez Podlaski Związek Piłki Nożnej, rozgrywane są w czterech ligach z podziałem na grupy. Najwyższym poziomem okręgowym jest IV liga, następnie Klasa Okręgowa, Klasa A oraz Klasa B (2 grupy).
Mistrzostwo Okręgu zdobyła drużyna Promień Mońki.

Okręgowy Puchar Polski zdobyła drużyna ŁKS 1926 Łomża.
Drużyny z województwa podlaskiego występujące w centralnych i makroregionalnych poziomach rozgrywkowych:
- Ekstraklasa - Jagiellonia Białystok
- 1 Liga - brak
- 2 Liga - Wigry Suwałki
- 3 Liga, gr.I - Olimpia Zambrów, ŁKS 1926 Łomża, Warmia Grajewo, Tur Bielsk Podlaski, Dąb Dąbrowa Białostocka, Wissa Szczuczyn, Orzeł Kolno.

| Rozgrywki                 | Poziomy rozgrywkowe w sezonie 2012/2013 | Poziomy rozgrywkowe w sezonie 2012/2013 | Poziomy rozgrywkowe w sezonie 2012/2013 | Poziomy rozgrywkowe w sezonie 2012/2013 | Poziomy rozgrywkowe w sezonie 2012/2013 |
| ------------------------- | --------------------------------------- | --------------------------------------- | --------------------------------------- | --------------------------------------- | --------------------------------------- |
| Centralne                 | I poziom ligowy                         | Ekstraklasa                             | Ekstraklasa                             | Ekstraklasa                             | Ekstraklasa                             |
| Centralne                 | II poziom ligowy                        | I Liga                                  | I Liga                                  | I Liga                                  | I Liga                                  |
| Centralne                 | III poziom ligowy                       | II Liga - gr.I                          | II Liga - gr.I                          | II Liga - gr.II                         | II Liga - gr.II                         |
| Makroregionalne           | IV poziom ligowy                        | III Liga - 8 grup                       | III Liga - 8 grup                       | III Liga - 8 grup                       | III Liga - 8 grup                       |
| Okręgowe (woj. podlaskie) | V poziom ligowy                         | IV Liga                                 | IV Liga                                 | IV Liga                                 | IV Liga                                 |
| Okręgowe (woj. podlaskie) | VI poziom ligowy                        | Klasa Okręgowa                          | Klasa Okręgowa                          | Klasa Okręgowa                          | Klasa Okręgowa                          |
| Okręgowe (woj. podlaskie) | VII poziom ligowy                       | Klasa A                                 | Klasa A                                 | Klasa A                                 | Klasa A                                 |
| Okręgowe (woj. podlaskie) | VIII poziom ligowy                      | Klasa B - gr.I                          | Klasa B - gr.II                         | Klasa B - gr.II                         |                                         |

## IV Liga - V poziom rozgrywkowy
| Poz. | Drużyna                     | M  | Z  | R  | P  | Bramki | Punkty |
| ---- | --------------------------- | -- | -- | -- | -- | ------ | ------ |
| 1    | Promień Mońki               | 30 | 21 | 2  | 7  | 76-39  | 65     |
| 2    | LZS Narewka                 | 30 | 19 | 5  | 6  | 54-26  | 62     |
| 3    | Gryf Gródek                 | 30 | 19 | 4  | 7  | 73-31  | 61     |
| 4    | Sparta 1951 Szepietowo      | 30 | 17 | 5  | 8  | 67-41  | 56     |
| 5    | Sparta Augustów             | 30 | 16 | 6  | 8  | 46-30  | 54     |
| 6    | Hetman Tykocin              | 30 | 13 | 9  | 8  | 48-37  | 48     |
| 7    | Cresovia Siemiatycze        | 30 | 13 | 5  | 12 | 52-45  | 44     |
| 8    | Piast Białystok             | 30 | 12 | 6  | 12 | 48-50  | 42     |
| 9    | Pogoń Łapy                  | 30 | 11 | 9  | 10 | 42-41  | 42     |
| 10   | Hetman Białystok            | 30 | 13 | 3  | 14 | 49-38  | 42     |
| 11   | Puszcza Hajnówka            | 30 | 12 | 5  | 13 | 31-36  | 41     |
| 12   | Magnat Juchnowiec Kościelny | 30 | 10 | 5  | 15 | 49-65  | 35     |
| 13   | KS Michałowo                | 30 | 7  | 10 | 13 | 35-53  | 31     |
| 14   | Sokół Sokółka               | 30 | 7  | 6  | 17 | 32-63  | 27     |
| 15   | Włókniarz Białystok         | 30 | 5  | 6  | 19 | 35-67  | 21     |
| 16   | Znicz Suraż                 | 30 | 1  | 2  | 27 | 10-85  | 5      |

- Sokół Sokółka w poprzednim sezonie wycofał się z rozgrywek II ligi, został zgłoszony do rozgrywek IV Ligi. Drużyna rezerw Sokoła została rozwiązana.
- Znicz Suraż wycofał się po I rundzie, w II rundzie przyznawano walkowery.

## Klasa Okręgowa - VI poziom rozgrywkowy
| Poz. | Drużyna                 | M  | Z  | R | P  | Bramki | Punkty |
| ---- | ----------------------- | -- | -- | - | -- | ------ | ------ |
| 1    | KS Wasilków             | 30 | 23 | 2 | 5  | 78-18  | 71     |
| 2    | MKS Mielnik             | 30 | 23 | 1 | 6  | 103-21 | 70     |
| 3    | KS Śniadowo             | 30 | 20 | 3 | 7  | 73-32  | 63     |
| 4    | ŁKS 1926 II Łomża       | 30 | 15 | 5 | 10 | 70-50  | 50     |
| 5    | Gieret Giby             | 30 | 12 | 8 | 10 | 44-56  | 44     |
| 6    | Wigry II Suwałki        | 30 | 14 | 2 | 14 | 57-50  | 44     |
| 7    | Orlęta Czyżew           | 30 | 13 | 3 | 14 | 35-54  | 42     |
| 8    | Rudnia Zabłudów         | 30 | 11 | 8 | 11 | 40-33  | 41     |
| 9    | Forty Piątnica          | 30 | 11 | 5 | 14 | 45-48  | 38     |
| 10   | Iskra Narew             | 30 | 10 | 7 | 13 | 35-55  | 37     |
| 11   | Krypnianka Krypno       | 30 | 10 | 6 | 14 | 55-55  | 36     |
| 12   | Sudovia Szudziałowo     | 30 | 9  | 8 | 13 | 43-66  | 35     |
| 13   | Polonia Raczki          | 30 | 8  | 9 | 13 | 29-40  | 33     |
| 14   | Korona Dobrzyniewo Duże | 30 | 8  | 6 | 16 | 31-55  | 30     |
| 15   | Pomorzanka Sejny        | 30 | 8  | 5 | 17 | 38-74  | 29     |
| 16   | Narew Choroszcz         | 30 | 4  | 4 | 22 | 28-97  | 16     |

- Rezerwy ŁKS Łomża zajęły miejsce Perspektywy Łomża, która sezonie 2011/12 spadła z IV Ligi.

## Klasa A - VII poziom rozgrywkowy
| Poz. | Drużyna                  | M  | Z  | R | P  | Bramki | Punkty |
| ---- | ------------------------ | -- | -- | - | -- | ------ | ------ |
| 1    | Ruch Wysokie Mazowieckie | 30 | 27 | 2 | 1  | 153-20 | 83     |
| 2    | Victoria Jedwabne        | 30 | 22 | 1 | 7  | 130-42 | 67     |
| 3    | Podlasiak Knyszyn        | 30 | 18 | 6 | 6  | 82-36  | 60     |
| 4    | Biebrza Goniądz          | 30 | 18 | 3 | 9  | 79-59  | 57     |
| 5    | Tur II Bielsk Podlaski   | 30 | 16 | 3 | 11 | 75-46  | 51     |
| 6    | KS Miastkowo             | 30 | 14 | 6 | 10 | 79-55  | 48     |
| 7    | Kora Korycin             | 30 | 13 | 5 | 12 | 70-56  | 44     |
| 8    | UM Krynki                | 30 | 14 | 2 | 14 | 62-74  | 44     |
| 9    | Kolejarz Czeremcha       | 30 | 11 | 7 | 12 | 64-74  | 40     |
| 10   | KS Sokoły                | 30 | 12 | 3 | 15 | 64-92  | 39     |
| 11   | Promil Białystok         | 30 | 10 | 7 | 13 | 65-60  | 37     |
| 12   | Skra Wizna               | 30 | 9  | 4 | 17 | 59-85  | 31     |
| 13   | Orzeł Kleszczele         | 30 | 8  | 5 | 17 | 45-98  | 29     |
| 14   | LZS Studzianki           | 30 | 9  | 2 | 19 | 65-102 | 29     |
| 15   | Pionier Brańsk           | 30 | 5  | 2 | 23 | 46-138 | 17     |
| 16   | Bocian Boćki             | 30 | 4  | 2 | 24 | 36-137 | 14     |

- KS Miastkowo wycofał się po sezonie.

## Klasa B - VIII poziom rozgrywkowy
Od następnego sezonu likwidacja Klasy B, z tego powodu wszystkie drużyny po sezonie zostały przeniesione do klasy A.

Grupa I
| Poz. | Drużyna                        | M  | Z  | R | P  | Bramki | Punkty |
| ---- | ------------------------------ | -- | -- | - | -- | ------ | ------ |
| 1    | Orzeł Tykocin                  | 20 | 15 | 1 | 4  | 53-31  | 46     |
| 2    | Pogranicze Kuźnica Białostocka | 20 | 14 | 1 | 5  | 59-32  | 43     |
| 3    | Jasion Jasionówka              | 20 | 13 | 3 | 4  | 54-22  | 42     |
| 4    | Supraślanka Supraśl            | 20 | 13 | 2 | 5  | 68-26  | 41     |
| 5    | BKS Jagiellonia Białystok      | 20 | 10 | 1 | 9  | 50-53  | 31     |
| 6    | Rospuda Filipów                | 20 | 9  | 1 | 10 | 35-50  | 28     |
| 7    | Orkan Poświętne                | 20 | 7  | 4 | 9  | 52-53  | 25     |
| 8    | Czarni Gródek                  | 20 | 7  | 3 | 10 | 57-54  | 24     |
| 9    | Hydrobud Krynickie             | 20 | 7  | 2 | 11 | 44-45  | 23     |
| 10   | Husaria Łapy                   | 20 | 2  | 5 | 13 | 24-60  | 11     |
| 11   | Grab Janówka                   | 20 | 1  | 1 | 18 | 27-97  | 4      |

- Orkan Poświętne wycofał się po sezonie.

Grupa II
| Poz. | Drużyna                      | M  | Z  | R | P  | Bramki | Punkty |
| ---- | ---------------------------- | -- | -- | - | -- | ------ | ------ |
| 1    | Husar Nurzec                 | 16 | 14 | 0 | 2  | 63-12  | 42     |
| 2    | COKIS Ciechanowiec           | 16 | 11 | 1 | 4  | 36-18  | 34     |
| 3    | Błyskawica Dubicze Cerkiewne | 16 | 7  | 1 | 8  | 33-39  | 22     |
| 4    | Iskra Wyszki                 | 16 | 5  | 2 | 9  | 20-39  | 17     |
| 5    | GKS Orla                     | 16 | 1  | 0 | 15 | 9-53   | 3      |
| 11   | KS Berezowo                  |    |    |   |    |        |        |

- KS Berezowo wycofał się przed rozpoczęciem rozgrywek.
- Rozegrano 4 rundy, razem 16 kolejek.
- GKS Orla wycofał się po 7 kolejce, drużynom przyznawano walkowery.

## Puchar Polski - rozgrywki okręgowe
- Finał, Łomża, 12.06.2013r. - ŁKS 1926 Łomża : Dąb Dąbrowa Białostocka 4:1